# Hongkong i olympiska sommarspelen 1968
Hongkong deltog med 11 deltagare vid de olympiska sommarspelen 1968 i Mexico City. Ingen av landets deltagare erövrade någon medalj.